# Чизналл, Фил
Джон Фи́липп Чи́зналл (англ. John Philip Chisnall; 27 октября 1942, Манчестер — 4 марта 2021), более известный как Фил Чи́зналл (англ. Phil Chisnall) — английский футболист, выступавший на позиции нападающего-инсайда. Его трансфер из «Манчестер Юнайтед» в «Ливерпуль» в апреле 1964 года является последним на данный момент трансфером игрока между этими двумя клубами, что отражает степень соперничества двух самых титулованных команд Англии.

## Футбольная карьера
Уроженец Стретфорда (Манчестер), Фил играл в футбол за местные школьные команды, а в возрасте 15 лет в апреле 1958 года стал игроком молодёжной академии клуба «Манчестер Юнайтед». В ноябре 1959 года подписал с «Манчестер Юнайтед» профессиональный контракт. В основном составе «Манчестер Юнайтед» дебютировал 2 декабря 1961 года в матче Первого дивизиона против «Эвертона» на «Гудисон Парк». Свой первый гол за «Юнайтед» забил 10 февраля 1962 года в матче против «Манчестер Сити» на «Мейн Роуд», в котором «красные дьяволы» обыграли «горожан» со счётом 2:0. Всего в сезоне 1961/62 он сыграл 13 матчей и забил 1 гол. В следующем сезоне он провёл только 6 матчей и забил 1 гол. Самым плодотворным для него стал сезон 1963/64, в течение которого он сыграл 28 матчей и забил 8 мячей. В общей сложности за «Юнайтед» он сыграл 47 матчей и забил 10 голов.
В 1964 году Чизналл сыграл в составе сборной Англии до 23 лет против команды Германии, в которой англичане одержали победу со счётом 4:2 на «Энфилде». Матч наблюдал главный тренер «Ливерпуля» Билл Шенкли, который позвонил своему хорошему другу Мэтту Басби и поинтересовался, может ли он купить игрока у «Юнайтед». Басби согласился, и 15 апреля 1964 года Фил перешёл в «Ливерпуль» за 25 000 фунтов, что на тот момент было существенной суммой денег для молодого футболиста (Чизналлу был 21 год). 15 августа 1964 года Чизналл дебютировал за «красных» в Суперкубке Англии, а два дня спустя, 17 августа, забил гол в первом в истории «Ливерпуля» матче в еврокубках против «Рейкьявика» (в рамках Кубка европейских чемпионов). Он вспоминал:

В течение одного года я играл под руководством Мэтта Басби, Билла Шенкли и Альфа Рэмзи, который был тренером сборной Англии до 23 лет. В «Юнайтед» был спокойный Басби и страстный валлиец Джимми Мерфи. В «Ливерпуле» было наоборот, Шенкли был страстным, а Боб Пейсли был более уравновешенным. Рэмзи был другим, он был довольно чопорным.— Фил Чизналл
В сезоне 1965/66 Чизналл в основном играл в резервной команде «Ливерпуля», где забил 16 голов. Свою последнюю игру в основном составе «красных» Фил провёл 14 апреля 1966 года в полуфинальном матче Кубка обладателей кубков против «Селтика».
В 1967 году Чизналл покинул «Ливерпуль», став игроком клуба Четвёртого дивизиона «Саутенд Юнайтед», за который он провёл 160 матчей и забил 31 гол с 1967 по 1971 год. Сезон 1971/72 провёл в клубе «Стокпорт Каунти», сыграв за команду в лиге 30 матчей и забив 2 мяча, но в 1972 году завершил карьеру в возрасте 29 лет из-за травмы колена.
В 2007 году в интервью газете The Guardian Фил вспоминал:

В те времена, когда я играл, когда футболист подписывал контракт с клубом, он был преданным своему клубу до окончания контракта, а агентом у футболиста была его жена... Но сейчас в футболе не осталось преданности клубу, чуть что, игроки уходят.— Фил Чизналл
По поводу соперничества между «Ливерпулем» и «Манчестер Юнайтед» Чизналл отметил:

Я счастлив, что представлял оба этих великих клуба из двух великих городов, и мне было очень приятно играть за них. Когда я переходил в «Ливерпуль», ещё не было такого накала между ними и «Юнайтед», какой существует сейчас. Если Хайнце перейдёт в «Ливерпуль» и сыграет на «Олд Траффорд» в следующем сезоне, его ждёт адский приём от современных болельщиков. Но в моё время никто не отреагировал на мой трансфер негативно, меня хорошо приняли, когда я играл на стадионе «Юнайтед» в майке «Ливерпуля».— Фил Чизналл

## После футбола
После завершения карьеры футболиста работал в букмекерских конторах, а также на заводе в Траффорд Парк.
В 2014 году Чизналл, проживающий в Эрмстоне, перенёс обширный инсульт, после чего у него появились проблемы с речью, а передвигаться он мог только на инвалидной коляске. В октябре того же года в Манчестере прошёл благотворительный вечер по сбору средств для Чизналла, который посетили экс-игроки «Манчестер Юнайтед» и «Манчестер Сити», включая Мартина Бакена, Сэмми Макмиллана, Роя Читема и Дениса Лоу.
Умер 4 марта 2021 года в возрасте 78 лет.